# Маврикийская рупия
Маврикийская рупия — денежная единица Маврикия.

## История
С 1878 года на территории Маврикия в обращении использовалась индийская рупия. В 1934 году казначейство Маврикия начало выпуск банкнот и монет в рупиях, обращавшихся параллельно с индийскими денежными знаками. 1 маврикийская рупия = 1 индийской рупии = 1 шиллингу 6 пенсам.
18 сентября 1949 года Международный валютный фонд зафиксировал золотое содержание маврикийской рупии в 0,186621 г чистого золота, что соответствовало установленному ранее курсу к индийской рупии и фунту стерлингов. После проведённой в июне 1966 года девальвации индийской рупии был установлен курс: 1 маврикийская рупия = 1, 57 индийской рупии. В ноябре 1967 года, после девальвации фунта стерлингов, была также девальвирована и маврикийская рупия, а её золотое содержание снижено до 0,159951 г чистого золота, курс к индийской рупии был установлен: 1 маврикийская рупия = 1, 35 индийской рупии. Маврикий входил в стерлинговую зону.
5 января 1976 года было отменено твёрдое соотношение с фунтом стерлингов и установлен курс к СДР — 7,713759 рупий за 1 СДР. 23 сентября 1981 года курс был изменён: 10 рупий = 1 СДР.
С 28 февраля 1983 года твёрдое соотношение с СДР было отменено, курс рупии стал устанавливаться на основе валютной корзины.

## Банкноты
В обороте находятся банкноты номиналом 25, 50, 100, 200, 500, 1000 и 2000 рупий различных годов выпуска.
Все банкноты, выпущенные до 1967 года, аннулированы. Банкноты образца 1967 года изъяты из обращения в 1988 году.

### Банкноты образца 1999 года
|  | 25   | 135×66 | фиолетовый серый   | портрет Sir Moilin Jean Ah-Chuen                       | рыбак, постройка 1873 года на о. Родригес | 1999 |
|  | 50   | 140×68 | синий голубой      | портрет Joseph Maurice Paturau                         | дворец                                    | 1999 |
|  | 100  | 145×70 | красный розовый    | портрет Renganaden Seeneevassen                        | особняк                                   | 1999 |
|  | 200  | 150×72 | зелёный фиолетовый | портрет Абдул Мохамеда (англ. Abdool Razack Mohamed)   | торговая улица                            | 1999 |
|  | 500  | 155×74 | красный жёлтый     | портрет Сукдео Бисундояла (англ. Sookdeo Bissoondoyal) | Университет Маврикия                      | 1999 |
|  | 1000 | 160×76 | синий оранжевый    | портрет Шарль Гаэтан Дюваль                            | комплекс зданий                           | 1999 |
|  | 2000 | 165×78 | красный розовый    | портрет Сивусагура Рамгулама                           | крестьянин и вол, везущий повозку         | 1999 |